# Alex Warren/Diskografie
Diese Diskografie ist eine Übersicht über die musikalischen Werke des US-amerikanischen Popsängers Alex Warren. Den Schallplattenauszeichnungen zufolge hat er bisher mehr als 10,3 Millionen Tonträger verkauft. Seine erfolgreichste Veröffentlichung ist die Single Ordinary mit über 3,4 Millionen verkauften Einheiten.

## Alben

### Studioalben
| Jahr | Titel Musiklabel                              | Anmerkungen                                                                                            |
| ---- | --------------------------------------------- | --- |
| 2025 | You’ll Be Alright, Kid Atlantic Records (WMG) | Erstveröffentlichung: 18. Juli 2025 Verkäufe werden zu You’ll Be Alright, Kid (Chapter 1) hinzuaddiert |

### EPs
| Jahr | Titel Musiklabel                                          | Höchstplatzierung, Gesamtwochen, AuszeichnungChartplatzierungen (Jahr, Titel, Musiklabel, Platzierungen, Wochen, Auszeichnungen, Anmerkungen) | Höchstplatzierung, Gesamtwochen, AuszeichnungChartplatzierungen (Jahr, Titel, Musiklabel, Platzierungen, Wochen, Auszeichnungen, Anmerkungen) | Höchstplatzierung, Gesamtwochen, AuszeichnungChartplatzierungen (Jahr, Titel, Musiklabel, Platzierungen, Wochen, Auszeichnungen, Anmerkungen) | Höchstplatzierung, Gesamtwochen, AuszeichnungChartplatzierungen (Jahr, Titel, Musiklabel, Platzierungen, Wochen, Auszeichnungen, Anmerkungen) | Höchstplatzierung, Gesamtwochen, AuszeichnungChartplatzierungen (Jahr, Titel, Musiklabel, Platzierungen, Wochen, Auszeichnungen, Anmerkungen) | Anmerkungen                                                  |
| Jahr | Titel Musiklabel                                          | DE | AT | CH | UK | US | Anmerkungen                                                  |
| ---- | --------------------------------------------------------- | --- | --- | --- | --- | --- | ------------------------------------------------------------ |
| 2024 | You’ll Be Alright, Kid (Chapter 1) Atlantic Records (WMG) | DE7 (… Wo.)DE | AT7 (… Wo.)AT | CH6 (… Wo.)CH | UK1 Gold · (… Wo.)UK | US5 Gold · (… Wo.)US | Erstveröffentlichung: 27. September 2024 Verkäufe: + 720.000 |
| 2024 | A Message to My Younger Self… Atlantic Records (WMG)      | — | — | — | — | — | Erstveröffentlichung: 28. Oktober 2024                       |

## Singles
| Jahr | Titel Album                                                                | Höchstplatzierung, Gesamtwochen, AuszeichnungChartplatzierungen (Jahr, Titel, Album, Platzierungen, Wochen, Auszeichnungen, Anmerkungen) | Höchstplatzierung, Gesamtwochen, AuszeichnungChartplatzierungen (Jahr, Titel, Album, Platzierungen, Wochen, Auszeichnungen, Anmerkungen) | Höchstplatzierung, Gesamtwochen, AuszeichnungChartplatzierungen (Jahr, Titel, Album, Platzierungen, Wochen, Auszeichnungen, Anmerkungen) | Höchstplatzierung, Gesamtwochen, AuszeichnungChartplatzierungen (Jahr, Titel, Album, Platzierungen, Wochen, Auszeichnungen, Anmerkungen) | Höchstplatzierung, Gesamtwochen, AuszeichnungChartplatzierungen (Jahr, Titel, Album, Platzierungen, Wochen, Auszeichnungen, Anmerkungen) | Anmerkungen                                                                                              |
| Jahr | Titel Album                                                                | DE | AT | CH | UK | US | Anmerkungen                                                                                              |
| ---- | -------------------------------------------------------------------------- | --- | --- | --- | --- | --- | --- |
| 2020 | Your Plan –                                                                | — | — | — | — | — | Erstveröffentlichung: 17. Februar 2020                                                                   |
| 2021 | One More I Love You –                                                      | — | — | — | — | — | Erstveröffentlichung: 11. Juni 2021                                                                      |
| 2021 | Screaming Underwater –                                                     | — | — | — | — | — | Erstveröffentlichung: 10. September 2021                                                                 |
| 2021 | Remember Me Happy –                                                        | — | — | — | — | — | Erstveröffentlichung: 17. Dezember 2021                                                                  |
| 2022 | 7 Days –                                                                   | — | — | — | — | — | Erstveröffentlichung: 26. Juni 2022                                                                      |
| 2022 | Headlights –                                                               | — | — | — | — | — | Erstveröffentlichung: 2. September 2022                                                                  |
| 2022 | Chasing Shadows You’ll Be Alright, Kid (Chapter 1)                         | — | — | — | — | — | Erstveröffentlichung: 2. Dezember 2022                                                                   |
| 2023 | Give You Love –                                                            | — | — | — | — | — | Erstveröffentlichung: 8. Juni 2023                                                                       |
| 2023 | Change Your Mind –                                                         | — | — | — | — | — | Erstveröffentlichung: 14. Juli 2023                                                                      |
| 2023 | How Could You (Be OK) –                                                    | — | — | — | — | — | Erstveröffentlichung: 8. September 2023                                                                  |
| 2023 | Yard Sale You’ll Be Alright, Kid                                           | — | — | — | — | — | Erstveröffentlichung: 10. November 2023                                                                  |
| 2024 | Before You Leave Me You’ll Be Alright, Kid • A Message to My Younger Self… | — | AT50 Gold · (6 Wo.)AT | CH48 (12 Wo.)CH | UK80 Gold · (15 Wo.)UK | US— GoldUS | Erstveröffentlichung: 16. Februar 2024 Verkäufe: + 1.185.000                                             |
| 2024 | Save You a Seat You’ll Be Alright, Kid • A Message to My Younger Self…     | — | — | — | UK93 Silber · (1 Wo.)UK | US— GoldUS | Erstveröffentlichung: 29. März 2024 Verkäufe: + 740.000                                                  |
| 2024 | Carry You Home You’ll Be Alright, Kid • A Message to My Younger Self…      | — | AT40 Gold · (10 Wo.)AT | CH24 (… Wo.)CH | UK9 Platin · (50 Wo.)UK | US— PlatinUS | Erstveröffentlichung: 31. Mai 2024 Verkäufe: + 2.385.000                                                 |
| 2024 | Troubled Waters You’ll Be Alright, Kid                                     | — | — | — | — | — | Erstveröffentlichung: 6. September 2024                                                                  |
| 2024 | Burning Down You’ll Be Alright, Kid                                        | — | — | CH76 (4 Wo.)CH | UK23 Gold · (32 Wo.)UK | US69 Platin · (14 Wo.)US | Erstveröffentlichung: 20. September 2024 Verkäufe: + 1.645.000                                           |
| 2025 | Ordinary You’ll Be Alright, Kid                                            | DE1 (… Wo.)DE | AT1 Platin · (… Wo.)AT | CH1 Platin · (… Wo.)CH | UK1 ×2Doppelplatin · (… Wo.)UK | US1 Platin · (… Wo.)US | Erstveröffentlichung: 7. Februar 2025 Liveversion: 7. August 2025 feat. Luke Combs Verkäufe: + 3.443.333 |
| 2025 | Bloodline You’ll Be Alright, Kid                                           | DE44 (2 Wo.)DE | AT23 (… Wo.)AT | CH24 (4 Wo.)CH | UK9 Silber · (… Wo.)UK | US32 (… Wo.)US | Erstveröffentlichung: 22. Mai 2025 Verkäufe: + 240.000; feat. Jelly Roll                                 |
| 2025 | On My Mind You’ll Be Alright, Kid                                          | — | — | — | UK37 (… Wo.)UK | US60 (2 Wo.)US | Erstveröffentlichung: 27. Juni 2025 feat. Rosé                                                           |
| 2025 | Eternity You’ll Be Alright, Kid                                            | DE12 (… Wo.)DE | AT3 (… Wo.)AT | CH5 (… Wo.)CH | UK3 (… Wo.)UK | US16 (… Wo.)US | Erstveröffentlichung: 17. Juli 2025                                                                      |

## Musikvideos
| Jahr | Titel                | Regie                              |
| ---- | -------------------- | ---------------------------------- |
| 2020 | Your Plan            |                                    |
| 2021 | One More I Love You  | Jake the Shooter                   |
| 2021 | Screaming Underwater | Jake the Shooter                   |
| 2021 | Remember Me Happy    | Jake the Shooter                   |
| 2022 | Headlights           | Alexander Hughes, Jake the Shooter |
| 2022 | Chasing Shadows      |                                    |
| 2023 | Give You Love        |                                    |
| 2023 | Change Your Mind     |                                    |
| 2023 | Yard Sale            | Michael J. Murphy                  |
| 2024 | Before You Leave Me  | Hunter Moreno                      |
| 2024 | Carry You Home       | B.K.Barone                         |
| 2024 | Troubled Waters      | Hunter Moreno                      |
| 2024 | Burning Down         | The Reggies                        |
| 2025 | Ordinary             | B Barone                           |
| 2025 | Bloodline            | B.K.Barone                         |
| 2025 | On My Mind           | Colin Tilley                       |

## Statistik

### Chartauswertung
|                     | DE    | AT    | CH    | UK    | US    |
| ------------------- | ----- | ----- | ----- | ----- | ----- |
| Nummer-eins-Alben   | DE—DE | AT—AT | CH—CH | UK1UK | US—US |
| Top-10-Alben        | DE1DE | AT1AT | CH1CH | UK1UK | US1US |
| Alben in den Charts | DE1DE | AT1AT | CH1CH | UK1UK | US1US |

|                       | DE    | AT    | CH    | UK    | US    |
| --------------------- | ----- | ----- | ----- | ----- | ----- |
| Nummer-eins-Singles   | DE1DE | AT1AT | CH1CH | UK1UK | US1US |
| Top-10-Singles        | DE1DE | AT2AT | CH2CH | UK4UK | US1US |
| Singles in den Charts | DE3DE | AT5AT | CH6CH | UK8UK | US5US |

### Auszeichnungen für Musikverkäufe
| Goldene Schallplatte - Australien - 2024: für die Single Before You Leave Me - Belgien - 2024: für die Single Before You Leave Me - 2024: für die Single Carry You Home - Dänemark - 2025: für die Single Before You Leave Me - 2025: für die Single Carry You Home - 2025: für das Album You’ll Be Alright, Kid (Chapter 1) - Italien - 2025: für die Single Ordinary - Kanada - 2025: für die Single Save You a Seat - 2025: für die Single Bloodline - Neuseeland - 2025: für die Single Burning Down - Niederlande - 2025: für das Album You’ll Be Alright, Kid (Chapter 1) - Portugal - 2025: für die Single Carry You Home - Spanien - 2025: für die Single Ordinary | Platin-Schallplatte - Australien - 2025: für die Single Burning Down - Dänemark - 2025: für die Single Ordinary - Frankreich - 2025: für die Single Carry You Home - Kanada - 2025: für die Single Before You Leave Me - 2025: für das Album You’ll Be Alright, Kid (Chapter 1) - Neuseeland - 2025: für die Single Carry You Home - 2025: für das Album You’ll Be Alright, Kid (Chapter 1) - Niederlande - 2025: für die Single Before You Leave Me - 2025: für die Single Carry You Home 2× Platin-Schallplatte - Australien - 2025: für die Single Carry You Home - 2025: für die Single Ordinary - Kanada - 2025: für die Single Burning Down - Neuseeland - 2025: für die Single Ordinary | 3× Platin-Schallplatte - Kanada - 2025: für die Single Carry You Home 4× Platin-Schallplatte - Portugal - 2025: für die Single Ordinary 5× Platin-Schallplatte - Kanada - 2025: für die Single Ordinary Diamantene Schallplatte - Frankreich - 2025: für die Single Ordinary |

Anmerkung: Auszeichnungen in Ländern aus den Charttabellen bzw. Chartboxen sind in ebendiesen zu finden.
| Land/RegionAuszeichnungen für Musikverkäufe (Land/Region, Auszeichnungen, Verkäufe, Quellen) | Silber     | Gold       | Platin       | Diamant  | Verkäufe  | Quellen              |
| -------------------------------------------------------------------------------------------- | ---------- | ---------- | ------------ | -------- | --------- | -------------------- |
| Australien (ARIA)                                                                            | —          | Gold1      | 5× Platin5   | —        | 385.000   | aria.com.au          |
| Belgien (BRMA)                                                                               | —          | 2× Gold2   | —            | —        | 40.000    | ultratop.be          |
| Dänemark (IFPI)                                                                              | —          | 3× Gold3   | Platin1      | —        | 190.000   | ifpi.dk              |
| Frankreich (SNEP)                                                                            | —          | —          | Platin1      | Diamant1 | 533.333   | snepmusique.com      |
| Italien (FIMI)                                                                               | —          | Gold1      | —            | —        | 100.000   | fimi.it              |
| Kanada (MC)                                                                                  | —          | 2× Gold2   | 12× Platin12 | —        | 1.020.000 | musiccanada.com      |
| Neuseeland (RMNZ)                                                                            | —          | Gold1      | 4× Platin4   | —        | 120.000   | radioscope.co.nz NZ2 |
| Niederlande (NVPI)                                                                           | —          | Gold1      | 2× Platin2   | —        | 195.000   | nvpi.nl              |
| Österreich (IFPI)                                                                            | —          | 2× Gold2   | Platin1      | —        | 60.000    | ifpi.at              |
| Portugal (AFP)                                                                               | —          | Gold1      | 4× Platin4   | —        | 45.000    | Einzelnachweise      |
| Schweiz (IFPI)                                                                               | —          | —          | Platin1      | —        | 30.000    | hitparade.ch         |
| Spanien (Promusicae)                                                                         | —          | Gold1      | —            | —        | 30.000    | elportaldemusica.es  |
| Vereinigte Staaten (RIAA)                                                                    | —          | 3× Gold3   | 3× Platin3   | —        | 4.500.000 | riaa.com             |
| Vereinigtes Königreich (BPI)                                                                 | 2× Silber2 | 3× Gold3   | 3× Platin3   | —        | 3.100.000 | bpi.co.uk            |
| Insgesamt                                                                                    | 2× Silber2 | 21× Gold21 | 37× Platin37 | Diamant1 |           |                      |